# Aamu Song
Aamu Song, född 1974 i Seoul, är en formgivare från Sydkorea som bor i Finland. Song flyttade till Finland år 1998. Hon är gift med formgivaren Johan Olin.

## Studier
Song har studerat industridesign, utrymmes- och möbeldesign både i Sydkorea och i Finland. Hon har kandidatexamen om industridesign från Seouls nationella universitet. Hon har studerat utrymmes- och möbeldesign i Konstindustriella högskolan i Helsingfors och fick magisterexamen från Aalto-universitetet år 2007.

## Arbete
Song och Olin grundade tillsammans företaget Com-pa-ny år 2000. De planerar olika föremål, möbler, kläder och skor, men gör även grafisk design och planeringar för inredning, gatumöbler och utrymmen. Song och Olin äger även en liten butik som heter Salakauppa: de köpte år 2008 en glasskiosk vid Kiasma i Helsingfors där de säljer Com-pa-nys produkter.
En av Com-pa-nys egna kollektioner heter Suomen salat. Song och Ohlin har gjort produkter och grafik i kollektionen tillsammans med olika finländska tillverkare av traditionella föremål. Det finns cirka etthundra produkter som företaget säljer och en av de mest sålda produkterna i kollektionen Suomen salat är tovade "danstofflor".
Com-pa-ny har också gjort kollektionen Secrets of Russia. Paret bodde ett par år i Ryssland och sökte där inspiration men också kontakt med inhemska hantverkare.
En av Songs viktigaste arbeten är Reddress från år 2005. Den är samtidigt en dress för sångare och estraden, till fållen ryms 238 åhörare. Den finns numera i samlingarna på Designmuseet.

### Några verk
- Reddress (2005)
- Suomen salat-projekt i Kiasma (2007), produkter säljs i Salakauppa
- Salakauppa (2008)
- Ateneum-möbler för Finlands nationalmuseum (2013)
- Valopallo-lampan av träd för Aarikka (2014)
- Maljakkopuu-konstverk för sjukhus i Esbo (2016)

## Pris
Song och Olin fick tillsammans Finlands statens pris för formgivning år 2010. De har presenterat kollektionen Suomen salat utomlands i flera olika utställningar och den fick ett erkännande på möbelmässan i Milano år 2008.